# Saturnino
Saturnino, pseudònim de Carlo Franzini (Milà (Llombardia), 21 d'abril, 1923 – Cinisello Balsamo (ciutat metropolitana de Milà), 27 de gener, 2003), va ser un pintor i tenor italià.

## Biografia
Carlo Franzini, fou el primogènit de tres germans de Giovanni Franzini i Teodolinda Mapelli. Va estudiar pintura amb Aldo Carpi a l'Acadèmia de Brera i el 1948 es va traslladar a París on, malgrat les penúries d'una vida aventurera, va tenir l'oportunitat de conèixer i passar temps amb el vell Matisse. Dotat d'una bella veu heretada del seu avi matern, l'any 1951 va tornar a Itàlia per participar en un concurs líric per a noves veus i va guanyar. El seu debut oficial en el món de l'òpera va tenir lloc l'any 1951 al Teatre Nuovo de Milà, en el paper de Mascarille a l'òpera "Les Précieuses ridicules" de Felice Lattuada i va continuar intensament fins al 1974 amb la representació a la Scala de "La favola d'Orfeo". d'Alfredo Casella. Paral·lelament a la seva activitat teatral, també va actuar com a concertista amb les orquestres simfòniques de la RAI i l'"Accademia Nazionale di Santa Cecilia", cantant com a solista sota la direcció de Mario Rossi, Vittorio Gui, Alfredo Simonetto, Lovro Von Matačić, Riccardo Chailly i altres.
El 1966 va gravar el ballet Pulcinella d'Igor Stravinsk per a Decca, amb l'Orchestre de la Suisse Romande dirigida per Ernest Ansermet. El 1972 va ser processat per haver donat una bufetada al director durant els assajos de l'òpera Mavra de Strawinski al Teatro San Carlo de Nàpols.
Va treballar com a pintor al "Bohème di Saturnino", un àtic-museu característic adaptat a l'estil de les antigues lucarnes dels pintors impressionistes de Montmartre i situat a l'últim pis de la "Galleria Vittorio Emanuele" a la "Piazza del Duomo" de Milà. Dotat d'un esperit molt independent, mai es va lligar a cap moviment cultural, romanent, en el fons, sempre un artista solitari i aïllat. El 1975 va ser homenatjat amb una exposició antològica al "Palazzo Reale" de Milà. L'any 2000 el municipi de Milà li va concedir el Mèrit Cívic. Afectat per un atac de cor, va morir el 27 de gener de 2003 a l'hospital Bassini de Cinisello Balsamo.